# 張志豪 (1972年10月)
張志豪（1972年10月20日—）是臺灣男子籃球運動員，場上主打小前鋒位置。

## 生平
張志豪是基隆人，高中就讀東方工商，1989年代表東元男籃參賽中正杯籃球賽男甲組，1990年8月代表中華臺北征戰名古屋亞青男籃賽，1990年11月在東元男籃解散後轉戰宏國男籃競逐中正杯，大學就讀台北體專，1994年入伍服役，後從海軍新兵訓練中心分發到飛駝隊參加社會甲組籃球聯賽，1996年6月退役回歸宏國象，2000年9月因宏國象未將張志豪列入保留名單，張志豪需投入實力平衡選秀，在選秀會第六輪被宏福公羊選走，2000年11月宏福公羊釋出實力平衡選秀第四輪至第六輪的吳正杰、張宗華與張志豪，2000年12月新浪接手宏國象，並接收包含張志豪在內十名前宏國球員。